# Demophoo hammatus
Demophoo hammatus là một loài bọ cánh cứng trong họ Cerambycidae.